# 閻溥 (萬曆進士)
閻溥（？—？），字叔俭，號鳳樓，陝西鳳翔府隴州人，官籍，明朝政治人物、進士出身。

## 生平
萬曆十九年（1591年）辛卯科陝西鄉試第十七名舉人。萬曆二十三年（1595年），登乙未科會試第二百三十五名，廷試第三甲第一百二十九名進士，觀刑部政。本年十二月授山西榆次县知县，丁母憂，二十七年補山西長治縣，历官河南懷慶府知府，四十一年三月升四川按察司副使，遷山西布政司参政，四十七年五月升云南按察使，天啓二年（1622年）五月升本省布政使司右布政使，十二月轉左布政，天啓五年閻溥入觐，至二月始抵京，以病苦逾期，恳恩宽宥，部覆许其回任，至是尚未入滇，为御史何廷枢所参，九月吏部覆令以老疾致仕。

## 家族
曾祖父閻佑，知縣；祖父閻鍔，主簿；父親閻司講，嘉靖丙午解元，山東濱州知州。前母馬氏，母師氏。慈侍下。兄阎子俊（典寶）、阎汶（廪生）。